# Hemerotrecha macra
Hemerotrecha macra es una especie de arácnido  del orden Solifugae de la familia Eremobatidae.

## Distribución geográfica
Se encuentra en Oklahoma (Estados Unidos).